# Жажда (фильм, 1949)
«Жажда» (швед. Törst) — кинофильм шведского режиссёра Ингмара Бергмана, вышедший в 1949 году по одноимённому сборнику рассказов Биргит Тенгрут.

## Сюжет
Героини фильма — Рут (Ева Хеннинг) и Виола (Биргит Тенгрут) — хотят понимания, любви, однако сами они не могут любить. Причина этого — в тех ударах судьбы, которые им пришлось пережить. Рут была влюблена в женатого офицера Рауля (Бенгт Эклунд), однако, когда она забеременела, он заставил её сделать аборт, так что она больше не могла иметь детей. Виола же потеряла мужа. Тем не менее муж Рут (Биргер Мальмстен) приходит к пониманию того, что жизнь в аду, когда они постоянно терзают друг друга, всё же лучше, чем полное одиночество. Виола же не выдерживает и кончает жизнь самоубийством.

## В ролях
- Ева Хеннинг — Рут[1]
- Биргер Мальмстен — Бертил
- Биргит Тенгрут — Виола
- Хассе Экман — доктор Розенгрен
- Мими Нельсон — Вальборг
- Бенгт Эклунд — Рауль
- Габи Штенберг — Астрид
- Найма Вифстранд — мисс Хенрикссон

### Не указанные в титрах
- Ингмар Бергман — пассажир поезда

## История создания
Сценарий к фильму был написан Хербертом Гревениусом. К участию в фильме Бергман привлёк Биргит Тенгрут, которой он не только доверил роль Виолы, но и которая приложила руку к режиссуре. В частности, она весьма помогла Бергману при съёмках эпизода с лесбиянками, для того времени весьма рискованного. Впрочем, всё равно по цензурным соображениям из фильма была вырезана значительная часть этого эпизода.
Для съёмок эпизодов в поезде использовался специальный вагон, который мог различным образом разбираться, для свободного передвижения камеры.
Премьера состоялась 17 октября 1949 в кинотеатре «Спегельн».

## Интересные факты
- Биргит Тенгрут, автор сборника рассказов «Жажда», по которому и был снят фильм, снялась в роли Виолы.